# Kroksjön (Ronneby socken, Blekinge, 624147-146421)
Kroksjön är en sjö i Ronneby kommun i Blekinge och ingår i Vierydsåns huvudavrinningsområde. Sjön är 5,8 meter djup, har en yta på 0,027 kvadratkilometer och är belägen 59 meter över havet.